# Celine Rieder
Celine Rieder, född 18 januari 2001, är en tysk simmare.

## Karriär
Vid europamästerskapen i simsport 2024 tog Rieder silver på 1 500 meter frisim.